# مونس دبور
مونس دبور (عبری: מואנס דאבור‎؛ زادهٔ ۱۴ مهٔ ۱۹۹۲) بازیکن فوتبال اهل اسرائیل است که برای باشگاه فوتبال شباب الاهلی امارات بازی می کند.
از باشگاه‌هایی که در آن بازی کرده‌است می‌توان به مکابی ناصره ، مکابی تل‌آویو، گراس‌هاپر زوریخ، ردبول زالتسبورگ، سویا و هوفنهایم اشاره کرد.

## زندگی شخصی
دبور از شهروندان عرب اسرائیل و مسلمان است که در شهر ناصره به دنیا آمده است .شهری که همه ساکنان آن مسلمان و عرب هستند وی در سال 2022 بخاطر حمایت از مردم غزه از تیم ملی اسرائیل کناره‌گیری کرد.